# 赵惠连
赵惠连（1985年6月7日—），韩国职业围棋棋手，2010年晋升九段，师从金原六段。韩国女子国手战两连霸。高麗大学英文专业毕业。